# 阿蘇火山博物館
阿蘇火山博物館（あそかざんはくぶつかん）は、熊本県阿蘇市にある博物館。阿蘇山、草千里に位置する中心施設で、同敷地内には「オルゴール響和国」も隣接されている。管理・運営は、公益財団法人阿蘇火山博物館久木文化財団。

## 概要
1982年（昭和57年）に阿蘇山観光活性化の一環として旧阿蘇町の提案の元で設立された施設。また、同山は日本を代表する活火山であり、状況によっては火口立ち入り規制が敷かれる事などや、その他天候不良により火口見物が出来ない時においても随時同山の事をより学習できる施設として、九州産業交通が同町の補助を受けて設立。博物館の中には常時展示されている火山関連の部位（溶岩など）や関連グッズなども設置。また、同施設により火口にカメラを2台設置し、現在の火口状況がリアルタイムで観察できるようになっているほか、火口の音も同時に聞ける事から臨場感・より学術的な火口見学が楽しめる。このほかに、夏休み期間中やゴールデンウィーク期間中等においてはイベントもおこなわれている。
その後、同博物館の隣に世界のオルゴールを多数揃え展示する「オルゴール響和国」も併設され、より観光活性化を図ったが、九州産業交通グループの経営再建に際し事業の売却対象となり、2004年（平成16年）3月に同博物館・オルゴール響和国ともに地元企業の阿蘇製薬に譲渡され、継承された上で現在も運営されている。
2008年（平成20年）より阿蘇火山の地形・地質遺産をジオパークとして整備する中で、同博物館は拠点施設と位置づけられる。2011年（平成23年）には同博物館内に阿蘇ジオパーク推進室が移転設置された。

### 館内
1階
- ファーストフードレストラン（軽食）
- 売店
- 阿蘇ジオパーク推進室

2階
- 常設展示コーナー
  - 火口の現在の様子（巨大スクリーンによる）
  - 火山・地質関連の数々の品を展示
  - 阿蘇の動植物等
- 特設イベントコーナー

3階
- 阿蘇の自然・民族行事等を紹介した大型五面スクリーンによる映画を上映

## 利用案内
- 開館時間：9:00 - 17:00（入館は16:30まで）
- 休館日：無休
- 入館料：大人880円、小学生以下440円
  - 団体割引（全体で25名様以上）大人790円、高校生700円、中学生610円、小学生350円、幼児300円
  - 学校行事などで利用する場合においては、25名に満たない場合でも団体割引を適用
  - 障がい者　大人550円、小学生以下270円（障害者手帳または療育手帳を提示）
  - 駐車場：一般車210台、大型バス60台

## 交通アクセス
- 九州自動車道熊本インターチェンジから国道57号を経て35km。
- JR九州豊肥本線阿蘇駅より阿蘇登山バスに乗車し、「草千里阿蘇火山博物館前」にて下車。
- 熊本桜町バスターミナル・熊本駅・熊本空港から九州産交バスの阿蘇山上ターミナル行きに乗車し、「草千里阿蘇火山博物館前」にて下車。ただし1日1便しかないので、これ以外に熊本市内からバスでのアクセス手段については、大分行き「やまびこ号」または九州横断バスに乗車し「阿蘇駅前」にて下車、上記の阿蘇登山線に乗り換える方法もある。